# 대전월평중학교
대전월평중학교(大田月坪中學校)는 대한민국 대전광역시 서구 월평동에 있는 공립 중학교이다.

## 학교 연혁
- 1992년 5월 8일 : 대전월평중학교 설립 인가 (24학급)
- 1993년 3월 1일 : 초대 조장희 교장 취임
- 1993년 3월 4일 : 개교 및 입학식
- 1995년 2월 10일 : 제1회 졸업식(112명)
- 2023년 3월 1일 : 제14대 최우선 교장 취임
- 2024년 1월 5일 : 제30회 졸업식(57명 졸업, 총 8,042명)
- 2024년 3월 4일 : 제32회 입학식(79명)

## 참고 자료
- 대전월평중학교 - 한국교육학술정보원 학교알리미